# Hipótesis de ergodicidad
En física y termodinámica, la hipótesis de ergodicidad establece que, sobre un período prolongado de tiempo, el tiempo de permanencia en una región dada del espacio de fase de micro estados con la misma energía es proporcional al volumen de la región, o sea todos los micro estados accesibles son igualmente probables a lo largo de un período prolongado. Los sistemas físicos cuyo flujo fásico es demostrablemente ergódico satisfacen la hipótesis de ergodicidad por el teorema de Birkhoff (1936).
Frecuentemente en mecánica estadística se supone la hipótesis de ergodicidad. Es decir, que el sistema evoluciona ergódicamente y por tanto el promedio de una magnitud en el tiempo y el promedio del colectivo estadístico usado coinciden. Esta suposición resulta prácticamente inevitable, en sistemas generales, si únicamente se observa un proceso estocástico, como por ejemplo la variación del precio del mercado.

## Matemáticas y teoría de la medida
En la matemáticas, la teoría ergódica es una rama que trabaja sobre sistemas dinámicos que satisfacen una versión de esta hipótesis, formulada de acuerdo al lenguaje de la teoría de la medida.